# 斉北線
斉北線（せいほくせん、中国語: 齐北铁路）は中華人民共和国の中国国鉄の鉄道路線。 黒竜江省チチハル市のチチハル駅と黒河市の北安駅を連絡している全長231kmの路線である。

## 概要
1928年に建設開始され、1933年に開業した。富裕駅で富西線と連絡する。2016年7月9日にチチハル - 富裕間の複線化が完成した。